# Ilona Elek
Ilona Elek, cunoscută și ca Ilona Schacherer, după numele tatălui (n. 17 mai 1907, Budapesta, Austro-Ungaria – d. 24 iulie 1988, Budapesta, Republica Populară Ungară) a fost o scrimeră ungară specializată la floretă. Cu trei medalii olimpice – două de aur și una de argint – și unsprezece medalii mondiale de aur, inclusiv trei la individual, este cea mai titrată scrimeră. A fost și primul campion olimpic din Ungaria, atât la bărbați, cât și la femei.
Tatăl ei era evreu iar mama catolică. În conformitate cu legea în momentul respectiv, a fost educată în religia mamei. S-a apucat de scrima sub îndrumarea maestrului italian Italo Santelli. Sora sa, Magrit Elek, a fost și ea campioană la scrimă.

## Legături externe
- hu  Prezentare la Comitetul Olimpic Maghiar
- en Ilona Elek la Olympedia.org